# Fernsehtürme. 8.559 Meter Politik und Architektur
Fernsehtürme. 8.559 Meter Politik und Architektur war der Titel einer vom 3. Oktober 2009 bis zum 14. März 2010 dauernden Ausstellung im Deutschen Architekturmuseum in Frankfurt am Main. Die Kulturausstellung mit architektonischem Hintergrund befasste sich vor allem mit dem gesellschaftlichen und politischen Kontext der Fernsehtürme. Sie gilt als bisher größte Symbolschau von Exponaten rund um diese Bauwerke. Zur Ausstellung erschien im September 2009 ein gleichnamiges, begleitendes Katalogbuch. Vom 16. Juli bis zum 18. September 2010 wurde die Ausstellung unter dem Titel aut.raumproduktion.ausstrahlen im Kunstforum Aut. Architektur und Tirol in Innsbruck gezeigt.

## Ausstellung
Nach einer Medienpräsentation am 1. Oktober 2009 fand am 2. Oktober um 19 Uhr die Eröffnung der Ausstellung am Vorabend des ersten eigentlichen Ausstellungstages statt.
Die Ausstellung fand im 1. Obergeschoss des Architekturmuseums in Frankfurt statt und zeigte die rund 250 Exponate auf Drehtellern, weißen Regalen aus Styroporplatten und Setzkästen. Neben mehreren mit Fernsehturmpostkarten bestückten Ständen wurden auch Videoinstallationen zum Thema gezeigt. Das Zentrum des Ausstellungsraums bildete ein quaderförmiger, abgetrennter eigener Raum, der die Exponate präsentierte. Die Wände des Ausstellungsraums waren mit großflächigen Tapetenpostern beklebt, die Turmsilhouetten zeigten und Kurzinformationen gaben, die sich auch im Katalog wiederfinden. Das grafische Design der Ausstellung entwarf Laszo Toffel.
Die Ausstellung war zu den Öffnungszeiten des Museums zu besichtigen. Führungen wurden am Samstag und Sonntag, jeweils um 14 Uhr angeboten. Die Ausstellung hätte ursprünglich bis zum 31. Januar 2010 dauern sollen und wurde bis zum 14. März 2010 verlängert.
Die Ausstellung wurde kuratiert von Friedrich von Borries, Matthias Böttger und Florian Heilmeyer. Koordinierender Kurator am Architekturmuseum war Oliver Elser. Dazu erschien im September 2009 das gleichnamige 272 Seiten starke, deutsch-englische Katalogbuch.
Ausstellung und Katalog wurden von der Deutschen Funkturm gesponsert.

## Inhalt
Die von Studenten der Karlsruher Hochschule für Gestaltung entwickelte Ausstellung befasste sich mit der Architektur von Fernsehtürmen und deren Einbettung in gesellschaftliche und polithistorische Kontexte. Von Borries konstatierte als eine der Ausgangsthesen der Ausstellung:

„Kein anderer Gebäudetyp war in der zweiten Hälfte des 20. Jahrhunderts politisch so aufgeladen wie der neue Typus Fernsehturm.“

Die Ausstellung zeigte verschiedene Objekte, auf denen Fernsehtürme dargestellt sind. Neben Modellen und Miniaturen aus Plüsch, Plastik und Metall wurden beispielsweise auch Briefmarken, Cocktailmixer, Käsespieße, Nachttischlampen, Klobürsten, Schnapsflaschen, Stifte, Schneekugeln, Puzzle, Kerzen und andere Souvenirs sowie teils kuriose Objekte gezeigt, die Fernsehtürme darstellen. Die Ausstellung verzichtete bewusst auf Grundrisse, konstruktive Details sowie Technik- und Architekturgeschichte dieser Bauwerke.
Der Untertitel der Ausstellung  8.559 Meter Politik und Architektur weist auf die summierten Einzelhöhen der 25 Fernsehturmbauwerke hin, von welchen die Ausstellung schwerpunktmäßig ihre bauliche, aber vor allem politische Geschichte sowie ihre Einbindung in die Gesellschaft aufzeigt. Die Ausstellung befasste sich mit folgenden Türmen, chronologisch nach ihrem Baubeginn gereiht:
| - Stuttgarter Fernsehturm (217 Meter) - Fernsehturm Kairo (187 Meter) - Tokyo Tower (333 Meter) - Fernsehturm Ostankino (540 Meter) - Fernsehturm Avala (202 Meter) - Fernsehturm Brasília (224 Meter) - Berliner Fernsehturm (368 Meter) - Fernsehturm Ještěd (90 Meter) | - Telkom Joburg Tower (270 Meter) - CN Tower (553 Meter) - Fernsehturm Vilnius (327 Meter) - Fernsehturm Taschkent (375 Meter) - Fernsehturm Riga (368 Meter) - Prager Fernsehturm (216 Meter) - Fernsehturm Jekaterinburg (220 Meter) - Torre de Collserola (288 Meter) - Oriental Pearl Tower (468 Meter) | - Stratosphere Tower (356 Meter) - Fernsehturm Bagdad (205 Meter) - Sky Tower (Auckland) (328 Meter) - Bordsch-e Milad (435 Meter) - Jakarta Tower (558 Meter) - Canton Tower (610 Meter) - Tokyo Sky Tree (634 Meter) - Fernsehturm Turkmenistan (211 Meter) |

1. ↑  Die Höhenangaben entsprechen denen der Ausstellung und des Buches und variierten teilweise zu den tatsächlichen Höhenangaben um einige Meter.
2. ↑  Der Fernsehturm Jekaterinburg wurde nie fertiggestellt, von ihm verblieb ein Turmstumpf von 220 Metern Höhe. Die projektierte Höhe war 440 Meter.
3. ↑  Der 1997 begonnene Jakarta Tower wurde ebenfalls nicht fertiggestellt. Die Bauarbeiten ruhen, wurden aber bisher nicht offiziell für beendet erklärt.

Auswahl der in der Ausstellung behandelten Türme
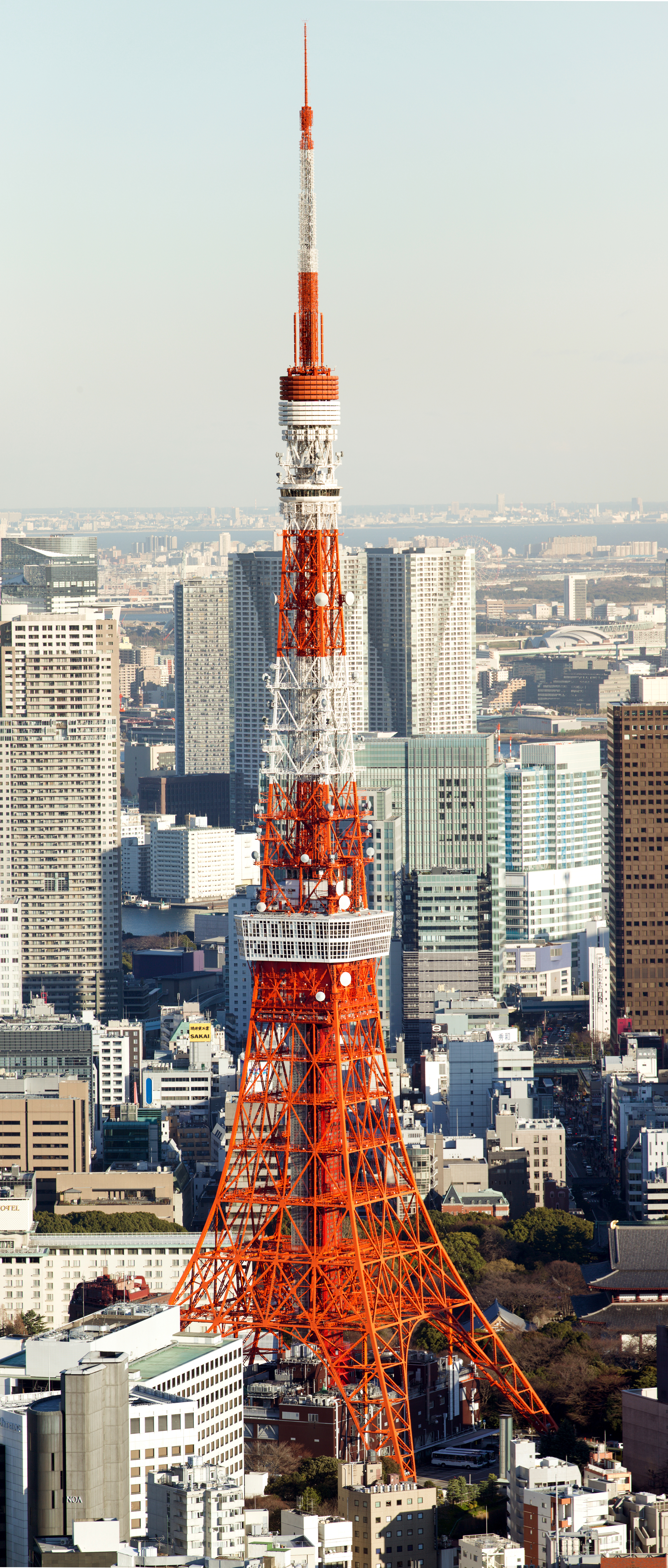
Tokyo Tower
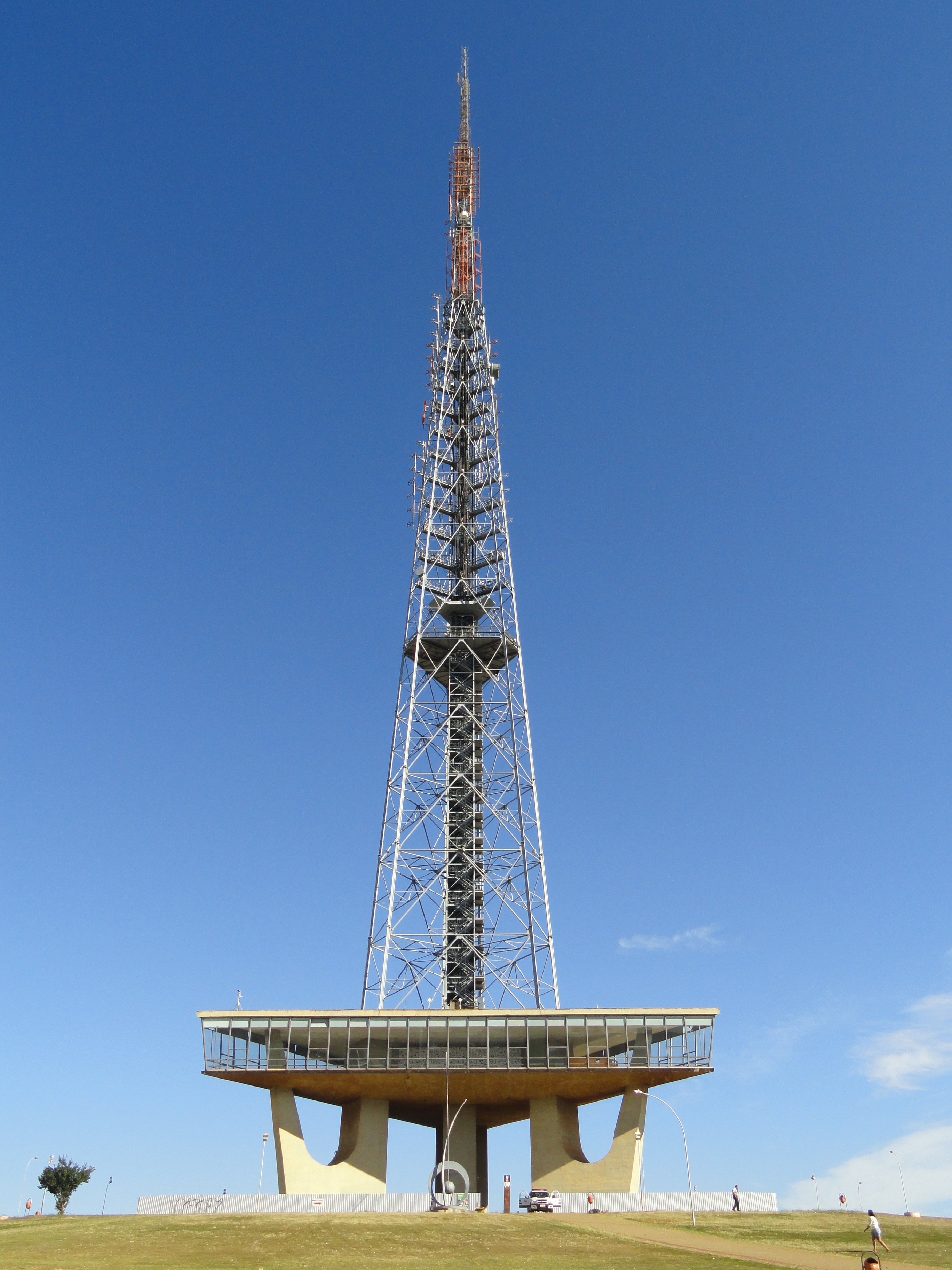
Fernsehturm Brasília
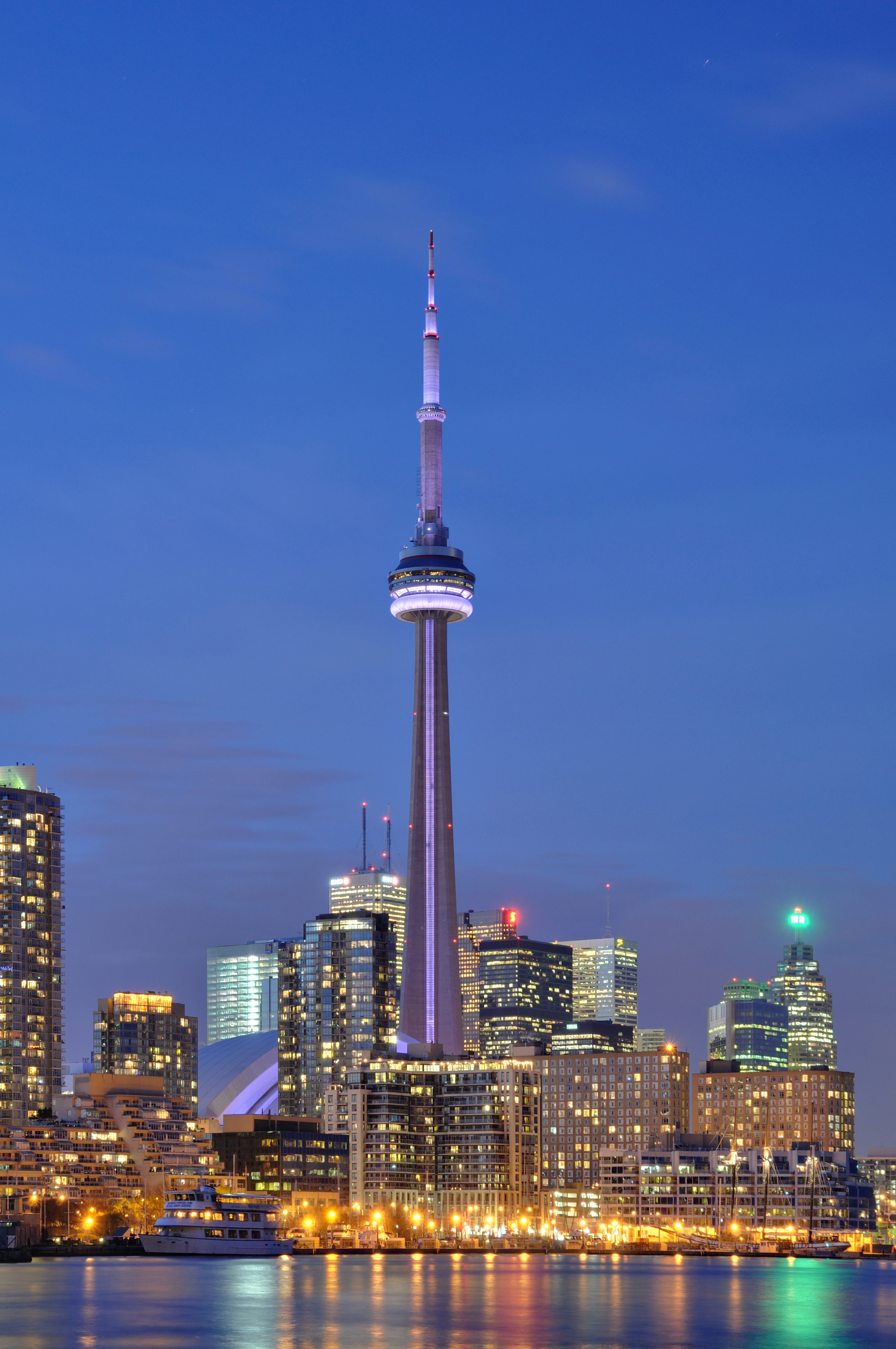
CN Tower
Fernsehturm Taschkent

## Rezeption und Kritik
Die international beachtete Ausstellung stieß auf ein überwiegend positives Echo. So urteilte das Netzwerk German-Architects aus Stuttgart, das Schlendern durch die Ausstellung mache Spaß und bringe durch viele neue Eindrücke einen veränderten Blick auf Fernsehtürme. Nicht zuletzt durch hintergründige, auch für Nicht-Architekten interessante Anekdoten werde abseits von technischer Sprache ein Verständnis aufgebaut, so die Berliner Morgenpost in einem Artikel zur Eröffnung der Ausstellung. Die Forschungsreise von Böttger, Heilmeyer und von Borries fördere Wissen zutage und gerade auch das Ausstellungsbuch sei ein hervorragend aufgearbeitetes Kompendium, hieß es im zum Wiener Standard gehörenden Magazin Album.
Dem gegenüber konstatiert ein Rezensent im design report, für die ikonografische Bedeutung sei die Ausstellung ein valider Ansatz, und merkt an, dass die zur Schau gestellten Objekte ein amüsanter Streifzug seien. Allerdings befassten sich die meisten Exponate zu oberflächlich mit der Ausgangsthese und geben auch nur einen kleinen Teil des Buches wieder. Kritisch wird auch die Vermischung unterschiedlicher Ansätze betrachtet. Wie die Bauaufgabe zur „politischen Architektur“ instrumentalisiert werde und ob sich eine Typologie entsprechender Turmbauten entwickeln lasse, blieben unbeantwortete Fragen. Das Katalogbuch sei an Texten zu knapp gehalten, mit Bildern zu stark aufgebläht und es mangele an nachvollziehbaren Nachweisen und Quellenbelegen. Schmerzlichstes Manko sei, dass die Ansammlung vieler Details, Einzelphänomene und Geschichten über kein Resümee verfüge.